# Kirche Hadsund

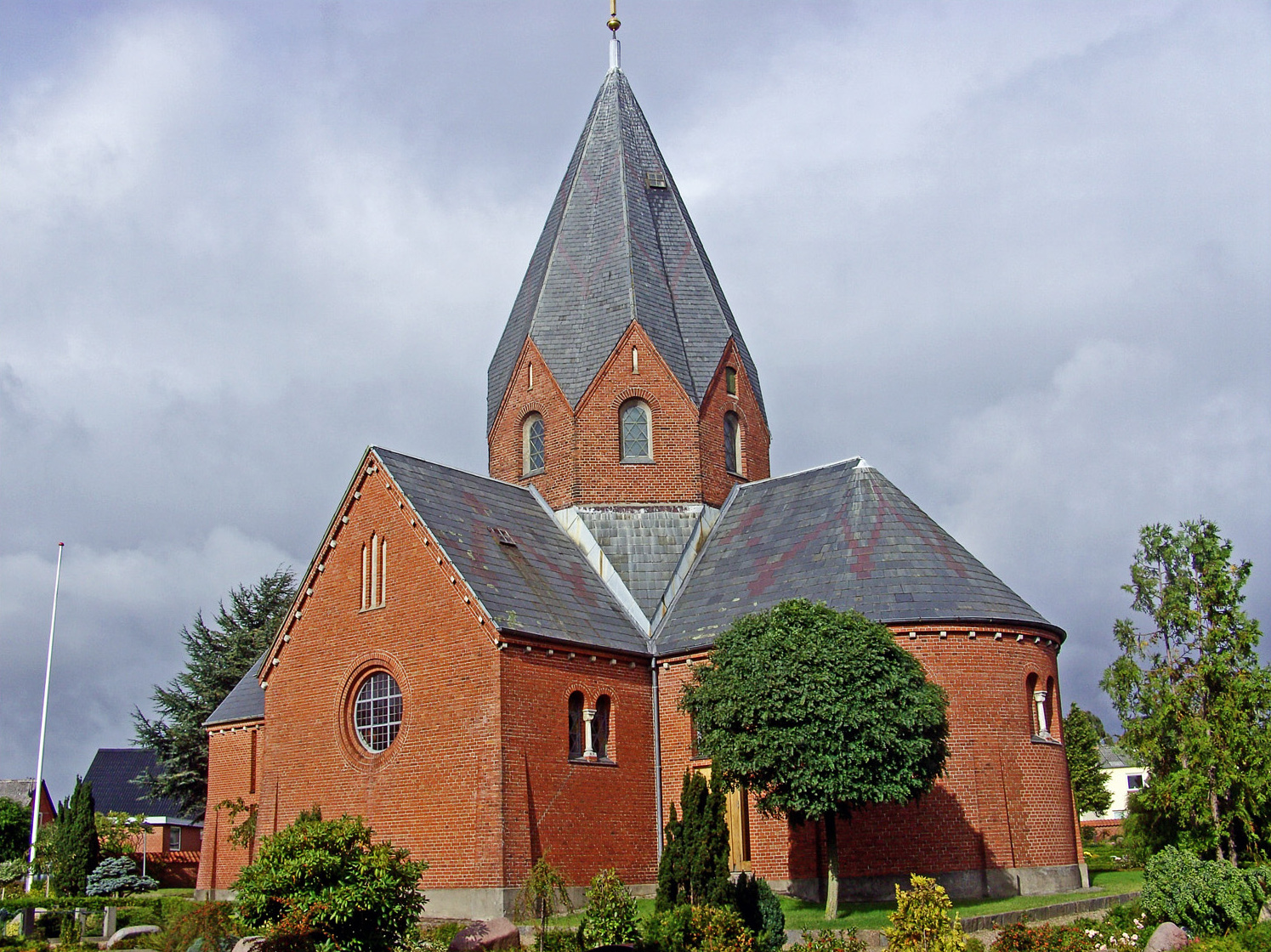
Hadsund Kirche

Hadsund Kirche (Dänisch: Hadsund Kirke) ist eine evangelisch-lutherische Kirche in Hadsund in Dänemark, die am 14. August 1898 eingeweiht wurde. Die Orgel ist von 1967 und die Kirche hat 26 Glocken.